# Leonard Peterson
Carl Johan Leonard Peterson (Stockholm, 1885. október 30. – Stockholm, 1956. április 15.) olimpiai bajnok svéd tornász.
Részt vett az 1908. évi nyári olimpiai játékokon, egy torna versenyszámban, a csapat összetettben és a svéd válogatottal aranyérmes lett.
Klubcsapata a Stockholms GF volt.